# Reality Only Fantasized
Reality Only Fantasized – pierwszy album studyjny amerykańskiej grupy muzycznej Capharnaum.

## Lista utworów
1. "Eternal Descent" – 3:49
2. "Night Terror" – 3:36
3. "Sinister Perceptions" – 3:12
4. "Sightless" – 2:54
5. "Drawn-In Misery" – 2:31
6. "Journey Beyond" – 2:05
7. "Delusional Imprisonment" – 3:27
8. "Soul Dissolved" – 3:39

## Twórcy
- Tony Espinoza – śpiew
- Jason Suecof – gitara, śpiew
- Ryan Adams – gitara
- Shawn Greenlaw – gitara basowa
- Jordan Suecof – perkusja